# 코어위브
코어위브(영어: CoreWeave)는 미국 리빙스턴에 본사를 둔 인공지능 클라우드 컴퓨팅 스타트업 기업이다. 인공지능 개발자와 기업에 클라우드 기반 그래픽 처리 장치(GPU) 인프라를 제공하는 데 특화되어 있으며, 자체 칩 관리 소프트웨어 개발도 병행한다.
2017년에 설립되어 고성능 컴퓨팅에 중점을 둔 코어위브는 미국과 유럽에서 자체 데이터 센터를 운영하며, 일부는 여러 회사에 전용되고 일부는 단일 고객에게 전용된다. 플레이노에 있는 엔비디아를 위한 16억 달러 규모의 슈퍼컴퓨터 데이터 센터는 엔비디아에 의해 세계에서 가장 빠른 AI 슈퍼컴퓨터로 묘사되었다.

## 역사

### 2017년~2021년
이 회사는 2017년 뉴저지주에서 세 명의 상품 거래자 마이클 인트레이터, 브라이언 벤투로, 브래닌 맥비, 그리고 피터 살란키에 의해 설립되었다. 원래 애틀랜틱 크립토(Atlantic Crypto)로 알려졌던 이 회사는 처음에 그래픽 처리 장치를 사용하여 이더리움을 채굴하는 암호화폐 회사로 운영되었다. 2018년 암호화폐 폭락 이후, 2019년 이 회사는 코어위브로 이름을 바꾸고, 대량의 GPU 재고를 활용하여 회사에 클라우드 컴퓨팅 인프라를 제공하기 시작했다.

### 2022년~2023년
코어위브는 2022년 미국 내에 3개의 데이터 센터를 운영하고 있었다. 2022년 여름, 회사는 엔비디아의 최신, 최고 속도인 H100 칩에 대규모 투자를 하여 약 1억 달러를 지출했다. 코어위브는 2022년 10월 액셀러레이터 프로그램을 시작하여 스타트업에 "코어위브 클라우드에서 할인 및 기타 하드웨어 자원 외에 컴퓨팅 크레딧"을 제공한다. 2022년과 2023년에 AI 처리 시장 수요가 증가하면서, 엔비디아 GPU에 대한 독점적인 접근 권한을 가진 코어위브는 사업이 크게 성장했다. 스태빌리티 AI와 같은 고객을 유치하면서, 코어위브는 계속해서 칩을 구매하고 새로운 데이터 센터를 건설했으며, 2023년에는 데이터 센터 기술자들이 6,000마일의 광섬유 케이블을 설치했다. 2023년 4월, 엔비디아는 코어위브에 1억 달러를 투자했다. 회사는 2023년 5월경 20억 달러의 가치로 평가되었다. 2023년 8월, 코어위브는 엔비디아의 H100 GPU를 담보로 마그네타르 캐피탈과 블랙스톤이 주도하는 23억 달러 규모의 부채 금융 시설을 확보했다. 이 거래는 H100 기반 하드웨어가 담보로 사용된 첫 사례로, 비즈니스 언론에서 주목을 받았다.

### 2024년~2025년
이 회사는 2024년 5월 코튜 매니지먼트(Coatue Management)가 주도하는 11억 달러 규모의 자금을 조달했으며, 회사의 가치는 190억 달러로 평가되었다고 보도되었다. 2024년 10월 블룸버그 뉴스 보도에 따르면, 시스코 시스템즈도 코어위브에 투자할 예정이며, 회사의 가치는 230억 달러로 평가되었다고 한다. 또한 2024년 10월, 코어위브는 운영 및 데이터 센터 확장을 위해 6억 5천만 달러의 신용 한도를 확보했다고 발표했다. 골드만삭스, JP모건 체이스 및 모건 스탠리가 자금 조달을 주도한 회사 중 하나였다.
이 회사는 2024년까지 영국 데이터 센터에 9억 7,860만 달러를 투자할 계획을 발표했다. 2024년 6월, 코어위브의 고성능 컴퓨팅(HPC) 용량 공급업체인 코어 사이언티픽(Core Scientific)을 10억 달러에 인수하겠다는 제안은 거부되었다. 2024년 11월, 탐스 하드웨어는 코어위브가 엔비디아의 새로운 블랙웰 하드웨어 출하를 받은 최초의 클라우드 서비스 제공업체 중 하나라고 보도했다.
2024년 11월, 코어위브는 6억 5천만 달러 규모의 2차 주식 매각을 완료했으며, 투자자로는 제인 스트리트 캐피탈, 마그네타르 캐피탈, 피델리티 매니지먼트, 맥쿼리 캐피탈 등이 참여했다. 블룸버그는 2024년 11월, 코어위브가 2025년 기업공개를 계획하고 있으며, 모건 스탠리, 골드만삭스 및 JP모건 체이스를 주간사로 선정했다고 보도했다. 코어위브는 2025년 3월 Form S-1을 제출하고 나스닥에 "CRWV"라는 티커 심볼로 상장할 계획을 밝혔다. 제출 서류에 따르면, 2024년 코어위브 수익의 60% 이상이 마이크로소프트에서 발생했다.
2025년 2월, 코어위브는 엔비디아 GB200 NVL72 칩을 클라우드 컴퓨팅을 통해 제공하는 최초의 클라우드 제공업체가 되었다고 보도되었다. IBM은 GB200 클러스터를 사용하여 그래닛 AI를 훈련할 것이라고 발표했다. 2025년 3월, 코어위브는 AI 플랫폼 개발사인 웨이츠 & 바이아시스(Weights & Biases)를 약 17억 달러에 인수한다고 발표했다. 또한 3월에는 오픈AI가 AI 인프라 요구 사항을 위해 코어위브와 약 120억 달러 규모의 5년 클라우드 컴퓨팅 계약을 체결했다. 이 계약을 통해 오픈AI는 IPO 기간 중 3억 5천만 달러 상당의 주식 사모 발행을 통해 코어위브의 지분을 확보할 수 있게 되었다. 코어위브는 2025년 3월 27일 IPO 규모를 27억 달러에서 15억 달러로 축소했다. 2025년 3월 28일 상장되어 15억 달러를 조달했으며, 딜로직에 따르면 조달 금액 기준으로 AI 관련 상장 중 가장 큰 규모였다.
이전에 코어위브의 인수 제안을 거부했던 코어 사이언티픽은 2025년 7월 90억 달러에 인수되는 데 동의했다. 코어위브는 이 인수가 향후 100억 달러의 임대료 부담을 피하는 데 도움이 될 것이라고 예측했다.

## 주요 인물 및 직원
뉴저지주에 본사를 둔 이 회사는 2024년 현재 약 550명의 직원을 보유하고 있다. 마이클 인트레이터는 회사의 최고 경영자이며, 다른 공동 창립자 브라이언 벤투로와 브래닌 맥비는 각각 최고 전략 책임자와 최고 개발 책임자이다. 공동 창립자인 피터 살란키는 CTO이다. 2024년에는 구글 출신의 니틴 아그라왈이 CFO로 합류했다. 2024년 6월에는 아마존 웹 서비스의 체탄 카푸어가 최고 제품 책임자가 되었다. 2024년 8월, 오라클 (기업) AI 부서 출신인 사친 자인(Sachin Jain)이 최고 운영 책임자로 고용되었다. 동시에 구글 출신인 첸 골드버그(Chen Goldberg)가 엔지니어링 수석 부사장으로 고용되었다. 2024년 10월, 미셸 오룩(Michelle O’Rourke)이 새로운 최고 인사 책임자로 임명되었고, 2025년 2월에는 글렌 허친스가 수석 독립 이사로 임명되었다.

## 클라우드 플랫폼 및 소프트웨어
코어위브 클라우드 플랫폼은 대규모 GPU 집약적 작업을 지원하도록 설계된 쿠버네티스-네이티브 아키텍처를 기반으로 구축된 인프라로 구성되어 있다. 코어위브의 클라우드 기반 인프라는 AI 애플리케이션을 구축하는 개발자 등 AI 사용 사례를 위해 특별히 설계되었다. 미션 컨트롤(Mission Control) 소프트웨어는 고객이 활용하는 하드웨어 구성 요소의 성능을 제어하고 확인할 수 있도록 한다.

## 데이터 센터
코어위브는 미국과 유럽 모두에서 자체 데이터 센터를 운영하고 있다. 2025년에는 총 25만 개의 GPU를 갖춘 32개의 데이터 센터를 보유하고 있다. 이는 2024년 미국 내 13개, 영국 내 2개 데이터 센터를 보유했던 것에 비해 상당한 성장이다. 2024년 런던에 본사를 개설했으며, 두 개의 영국 데이터 센터도 개설했다. 또한 2024년 코어위브는 케닐워스 (뉴저지주)의 노스이스트 과학기술 센터(Northeast Science and Technology Center) 28만 평방피트 공간에 12억 달러 규모의 데이터 센터를 건설하기 위한 임대 계약을 체결했다.
일부 데이터 센터는 여러 회사에서 임대하고 있지만, 다른 데이터 센터는 단일 고객 또는 특별 프로젝트에 전용된다. 예를 들어, 플레이노에 있는 엔비디아를 위한 16억 달러 규모의 슈퍼컴퓨터 데이터 센터는 약 45만 평방피트에 달하며 3,500개 이상의 H100을 활용한다. 2023년 9월, 엔비디아와 코어위브는 이 프로젝트가 세계에서 가장 빠른 AI 슈퍼컴퓨터라고 주장했다.
코어위브는 또한 코어 사이언티픽(Core Scientific)으로부터 고성능 컴퓨팅(HPC) 용량을 임대한다.
2024년 12월, 캐나다 AI 스타트업 코히어는 코어위브가 구축 및 운영할 수십억 달러 규모의 데이터 센터 건설 계획을 발표했다. 코어위브는 2025년 1월에 엔비디아 호퍼(엔비디아 H200) GPU를 호스팅하는 영국 내 두 개의 새로운 데이터 센터가 2024년에 개발을 시작한 후 운영에 들어갔다고 발표했다. 2024년 매출의 77%는 상위 2개 고객에서 나왔으며, 마이크로소프트 단독으로 62%를 차지했다.
2024년 12월, 델과 코어위브는 인프라 협력을 시작했다. 2025년에는 코어위브와 마이크로소프트가 뉴저지 경제 개발청과 프린스턴 대학교의 프로젝트인 뉴저지 AI 허브 출시에 투자했다.

## 같이 보기
- 인공지능 기업 목록